# Crusader Kings II
Crusader Kings II (n.đ. 'Vua Thập tự chinh II'), gọi tắt là CKII, là một trò chơi máy tính thuộc thể loại đại chiến lược được phát triển bởi Paradox Development Studio và phát hành bởi Paradox Interactive. Lấy bối cảnh Châu Âu thời Trung Cổ, trò chơi này được phát hành trên hệ điều hành Microsoft Windows vào ngày 14 tháng 2 năm 2012, nối tiếp Crusader Kings (2004) của loạt trò chơi. Đến ngày 18 tháng 10 năm 2019, trò chơi được cho phép tải miễn phí (không bao gồm DLC). Trò chơi theo sau Crusader Kings II trong loạt trò chơi là Crusader Kings III, được phát hành vào ngày 1 tháng 9 năm 2020. Crusader Kings II trở nên nổi trội hơn hẳn so với các trò chơi tiền nhiệm của hãng Paradox nhờ thu hút được lượng lớn người quan tâm và đóng góp đáng kể cho sự tăng trưởng của công ty.

## Lối chơi
Bản chất của trò chơi Crusader Kings II là một chương trình mô phỏng triều đại, trong đó người chơi sẽ kiểm soát một triều đại thời kỳ Trung Cổ trong khoảng thời gian từ năm 1066 đến năm 1453. Người chơi có thể bắt đầu trò chơi vào một thời điểm bất kỳ giữa hai cột mốc là ngày 15 tháng 9 năm 1066 đến ngày 31 tháng 12 năm 1337. Trong trò chơi này, người chơi cố gắng gặt hái thành công cho triều đại của mình bằng cách gây chiến, ban hôn, ám sát và thực hiện nhiều hành động khác nhau một cách có chiến lược.
Trò chơi Crusader Kings II mô tả và đề cập đến nhiều danh nhân lịch sử, bao gồm William I của Anh, Charlemagne, Thành Cát Tư Hãn, Harold Godwinson, Robert Guiscard, Robert I của Scotland, Harald III của Na Uy, El Cid, Konstantinos X Doukas,Harun Al-Rashid, Alexios I Komnenos, Richard I của Anh, Ivar Không xương, Alfred Đại Đế, Baldwin I của Jerusalem, Bolesław II Can đảm và Saladin; bên cạnh đó trò chơi cũng cho phép ngươi chơi chọn những nhân vật ít được biết đến hơn, chẳng hạn như các công tước và bá tước thứ yếu, hoặc khởi tạo một nhân vật hoàn toàn mới bằng một tính năng thuộc gói nội dung mở rộng Ruler Designer.
Triều đại có thành công hay thất bại là hoàn toàn dựa vào các quyết định mà người chơi đưa ra. Mục tiêu duy nhất của trò chơi là tích lũy nhiều điểm uy danh (prestige) và điểm mộ đạo (piety) nhất có thể để vượt mặt một số triều đại châu Âu có liên quan trong một trật tự viễn tưởng dựa trên uy thế (ba vương triều uy thế nhất trong trật tự này là nhà Capet, nhà Ryurik và nhà Habsburg). Một trò chơi kết thúc khi 1) nhân vật người chơi qua đời mà không có người nối ngôi thuộc cùng vương triều, 2) tất cả nhân vật nắm từ tước Bá trở lên thuộc vương triều của người chơi bị tước mất tư cách cai trị địa phận của mình (tính cả người chơi), hoặc khi 3) trò chơi tự động chấm dứt vào năm 1453 (trừ khi người chơi đang ở "chế độ người quan sát", trong đó trò chơi tiếp tục chạy từ 1453 nhưng người chơi chỉ có thể quan sát diễn biến của nó).
Trò chơi này cũng tận dụng tính năng di truyền và giáo dục như một cơ chế truyền thừa các đặc điểm tính cách, văn hóa, tôn giáo và kĩ năng của cha mẹ hay người giám hộ (guardian) cho các nhân vật trẻ em. Tính năng này làm sâu sắc chiến thuật ban hôn của người chơi, tức là giờ đây người chơi không chỉ ban hôn cho con cái mình để hình thành các liên minh có lợi, mà còn thông qua đó chọn ra cá nhân với các đặc điểm tính cách làm bạn đời cho con mình để tối đa hóa phẩm chất của con cái qua tính năng di truyền và nhờ đó củng cố sức mạnh của vương triều. Tuy nhiên tính năng trên cũng thỉnh thoảng khiến người chơi phải cân nhắc và đắn đo giữa các mối lợi ích mâu thuẫn với nhau; chẳng hạn, một cuộc hôn nhân có thể giúp người chơi tạo dựng một liên minh có ích với một nhà cai trị khác nhưng lại buộc người chịu hôn phối phải kết hôn với một phối ngẫu có nhiều đặc điểm tính cách không có lợi cho ta; hay ngược lại, một người phối ngẫu tiềm năng có nhiều đặc điểm tính cách có lợi cho ta nhưng lại không thể giúp ta tạo dựng một liên minh mới cho vương triều của mình.
Người chơi có thể chọn bất kỳ một nhân vật quý tộc nào nắm giữ ít nhất một lãnh địa bá tước (county, tương ứng với một tỉnh – đơn vị địa lý nhỏ nhất trên bản đồ) ngoại trừ các nhân vật nắm một trong số các loại chính quyền không chơi được nếu không cài đặt mod, trong đó có:
- chính thể thần quyền (chẳng hạn: chức vị Giáo hoàng)
- dòng hiệp sĩ (có thể hiệu triệu để cùng tham gia thánh chiến)
- tập đoàn lính đánh thuê
- chính thể cộng hòa (ngoại trừ các nhân vật nắm chính thể cộng hòa hàng hải có thể chơi được khi người chơi sở hữu gói nội dung mở rộng The Republic)

Ngoài ra, người chơi chỉ có thể chơi được nhân vật theo Kitô giáo và cần phải sở hữu các gói nội dung mở rộng tương ứng để "mở khóa" nhân vật thuộc các tôn giáo khác, bao gồm Islam giáo, Do Thái giáo, Ấn Độ giáo, Phật giáo, Đạo giáo, Bái Hỏa giáo, Kỳ Na giáo, Zhun giáo và một số Pagan giáo bản địa.

## Các gói nội dung mở rộng
| Tên               | Ngày phát hành    | Bản vá tương ứng | Mô tả |
| ----------------- | ----------------- | ---------------- | --- |
| Sword of Islam    | 26 tháng 6, 2012  | 1.06             | Gói nội dung mở rộng Sword of Islam mở khóa các nhà cai trị người Hồi giáo; tập trung vào việc tạo ra các nhân vật theo phái Sunni và Shia của Islam giáo với lối chơi đặc thù cùng giao diện người dùng, câu truyện, đặc điểm tính cách, loại chính quyền và các quyết định mới dành riêng cho nhà cai trị người Hồi giáo. Bản đồ của trò chơi được mở rộng sang khu vực Mali. |
| Legacy of Rome    | 16 tháng 10, 2012 | 1.07             | Gói nội dung mở rộng Legacy of Rome bổ sung nhiều sự kiện và tính năng mới có nội dung xoay quanh Đế quốc Đông La Mã. Nó cũng bổ sung tính năng "Đoàn tùy tùng" – cho phép người chơi duy trì quân đội thường trực. |
| Sunset Invasion   | 15 tháng 11, 2012 | 1.08             | Sunset Invasion có nội dung chính xoay quanh câu truyện châu Âu bị xâm chiếm bởi tộc người Aztec với nền khoa học công nghệ tiên tiến hơn so với ngoài đời thực. Tộc người này có thể xuất hiện tại một thời điểm nào đó trong trò chơi và có tôn giáo cùng với nền văn hóa bản địa đặc thù.                                                                                    |
| The Republic      | 15 tháng 1, 2013  | 1.09             | The Republic makes naval-based merchant republics playable, with their own unique playstyle centering around wealth and elections. It also adds new casus belli options as well as events concerning Republican politics and familial feuds. |
| The Old Gods      | 28 tháng 5, 2013  | 1.10             | The Old Gods adds a new AD 867 start date and makes most pagans playable with their own unique mechanics. Also adds new viking mechanics, revolt mechanics, adventurer claimants and a way to reform religions. |
| Sons of Abraham   | 18 tháng 11, 2013 | 2.0              | Sons of Abraham gives further depth to the three Abrahamic faiths: Christianity in particular, but also added some content for Muslims and the Jewish faith. Also adds Holy Orders for all faiths alongside new Events. |
| Rajas of India    | 25 tháng 3, 2014  | 2.1              | Rajas of India makes Hindu, Buddhist and Jain rulers playable. Expands the map as far east as Bengal. With Patch 2.8, Taoist rulers were also added by this DLC. |
| Charlemagne       | 14 tháng 10, 2014 | 2.2              | Charlemagne unlocks several improvements to narrative aspects of the game, custom kingdoms and empires and vice royalties. The 769 start date was also added focusing on the life and death of Charlemagne, with many events tailored around this. |
| Way of Life       | 16 tháng 12, 2014 | 2.3              | Way of Life improves role-playing and immersion by letting the player influence more directly the type of story events that may happen, rather than relying solely on personality traits or randomness. |
| Horse Lords       | 14 tháng 7, 2015  | 2.4              | Horse Lords allows the player to play as most nomadic characters. Overhauls the nomadic government with clan politics and events. |
| Conclave          | 2 tháng 2, 2016   | 2.5              | Conclave improves interaction with your vassals, gives power to the council and overhauls the system of education for children. |
| The Reaper's Due  | 25 tháng 8, 2016  | 2.6              | The Reaper's Due improves game mechanics related to the plague, epidemics, minor diseases, prosperity and interactions with your court. |
| Monks and Mystics | 7 tháng 3, 2017   | 2.7              | Monks and Mystics adds societies, artifacts and relics, new councilor jobs and the ability to give commands to allied armies. |
| Jade Dragon       | 16 tháng 11, 2017 | 2.8              | Jade Dragon adds interactions with China, new Chinese artifacts, new Casus Bellis and new Rally Points, along with making the Tibetan Plateau a playable area of the map. |
| Holy Fury         | 13 tháng 11, 2018 | 3.0              | Holy Fury allows the player to "design" pagan religions upon reformation, introduces new Crusade mechanics and events, mechanics for coronations, sainthood and bloodlines and also includes shattered and random maps. |

| 2012 | Sword of Islam    |
| 2012 | Legacy of Rome    |
| 2012 | Sunset Invasion   |
| 2013 | The Republic      |
| 2013 | The Old Gods      |
| 2013 | Sons of Abraham   |
| 2014 | Rajas of India    |
| 2014 | Charlemagne       |
| 2014 | Way of Life       |
| 2015 | Horse Lords       |
| 2016 | Conclave          |
| 2016 | The Reaper's Due  |
| 2017 | Monks and Mystics |
| 2017 | Jade Dragon       |
| 2018 | Holy Fury         |

## Phát hành và đón nhận
Ngày 4 tháng 2 năm 2012 một bản demo của CKII được cho ra mắt với bốn nhân vật chơi được trong hơn 20 năm của CKII.
Khi được phát hành CKII được đón nhận tích cực với IGN chấm 8/10 điểm và 82/100 ở Metacritic cùng với nhiều bình luận có cánh dành cho tựa game.